# Râul Dobârlău
Râul Dobârlău este un curs de apă care trece prin localitățile Valea Dobârlăului și Dobârlău,  și se varsă în Râul Tărlung în dreptul localității Lunca Mărcușului